# Nowoszachtinskij
Nowoszachtinskij – osiedle typu miejskiego w Rosji, w Kraju Nadmorskim. W 2010 roku liczyło 7841 mieszkańców.